# Kobéla
Ne doit pas être confondu avec Kobela.
Kobéla est une ville de Guinée et une sous-préfecture de la préfecture de Nzérékoré.